# ال ماها پترولیوم
ال ماها پترولیوم (انگلیسی: Al Maha Petroleum) شرکت دولتی پالایش نفت عمانی است، که در سال ۱۹۹۳ تأسیس شد.